# Gibbera salisburgensis
Gibbera salisburgensis är en svampart som beskrevs av Niessl 1886. Gibbera salisburgensis ingår i släktet Gibbera och familjen Venturiaceae.   Inga underarter finns listade i Catalogue of Life.